# パラブチルアミノ安息香酸ジエチルアミノエチル塩酸塩
パラブチルアミノ安息香酸ジエチルアミノエチル塩酸塩（パラブチルアミノあんそくこうさんジエチルアミノエチルえんさんえん）は、局所麻酔薬の一種。
商品名テーカイン。かつて、ジブカインとの合剤が、商品名ネオペルカミンSとして市販され、脊髄くも膜下麻酔に広く用いられたが、2015年3月末に販売終了。他に、アミノ安息香酸エチルとの合剤として、歯科用表面麻酔剤、商品名ネオザロカインがある。